# Rocknest (Marte)
Rocknest es un valle de arena en la superficie de Aeolis Palus, entre Peace Vallis y Aeolis Mons ("Mount Sharp"), en el cráter Gale en el planeta Marte. El parche fue encontrado por el rover Curiosity en el trayecto de Bradbury Landing a Glenelg Intrigue el 28 de septiembre de 2012. Las coordenadas "aproximadas" del sitio son: 4.59 ° S 137.44 ° E.
El valle de arena está cuesta abajo de un grupo de rocas oscuras. La NASA determinó que el parche era la ubicación para el primer uso de la pala en el brazo del rover Mars Curiosity. El valle "Rocknest" mide aproximadamente 1,5 m (4,9 pies) por 5 m (16 pies).
El 7 de octubre de 2012, un misterioso "objeto brillante" (imagen), descubierto en la arena de Rocknest, atrajo el interés científico. Se tomaron varias imágenes de primer plano (primer plano 1) (primer plano 2) del objeto y los científicos las interpretaciones preliminares sugieren que el objeto es "escombros de la nave espacial". No obstante, otras imágenes en la arena cercana han detectado otras "partículas brillantes" (imagen) (primer plano 1). Actualmente se piensa que estos objetos recién descubiertos son "material nativo de Marte".
El 17 de octubre de 2012 en "Rocknest", se realizó el primer análisis de difracción de rayos X del suelo marciano. Los resultados del analizador CheMin del rover revelaron la presencia de varios minerales, entre ellos el feldespato, los piroxenos y el olivino, y sugirieron que el suelo marciano en la muestra era similar a los "suelos basálticos erosionados" de los volcanes hawaianos.
El 26 de septiembre de 2013, científicos de la NASA informaron que el vehículo de Marte Curiosidad detectó agua "abundante y fácilmente accesible" (1,5 a 3 por ciento en peso) en muestras de suelo en la región de Rocknest de Aeolis Palus en Gale Crater. Además, la NASA informó que el vehículo explorador encontró dos tipos de suelo principales: un tipo máfico de grano fino y un tipo félsico de grano grueso de origen local. El tipo máfico, similar a otros suelos marcianos y polvo marciano, se asoció con la hidratación de las fases amorfas del suelo. Además, se encontraron percloratos, cuya presencia puede dificultar la detección de moléculas orgánicas relacionadas con la vida, en el sitio de aterrizaje del Curiosity rover (y anteriormente en el sitio más polar del módulo de Phoenix), lo que sugiere una "distribución global de estas sales". La NASA también informó que la roca Jake M, una roca encontrada por Curiosity en el camino a Glenelg, era una mugearita y muy similar a las rocas terrestres de la mugearita.

## Imágenes

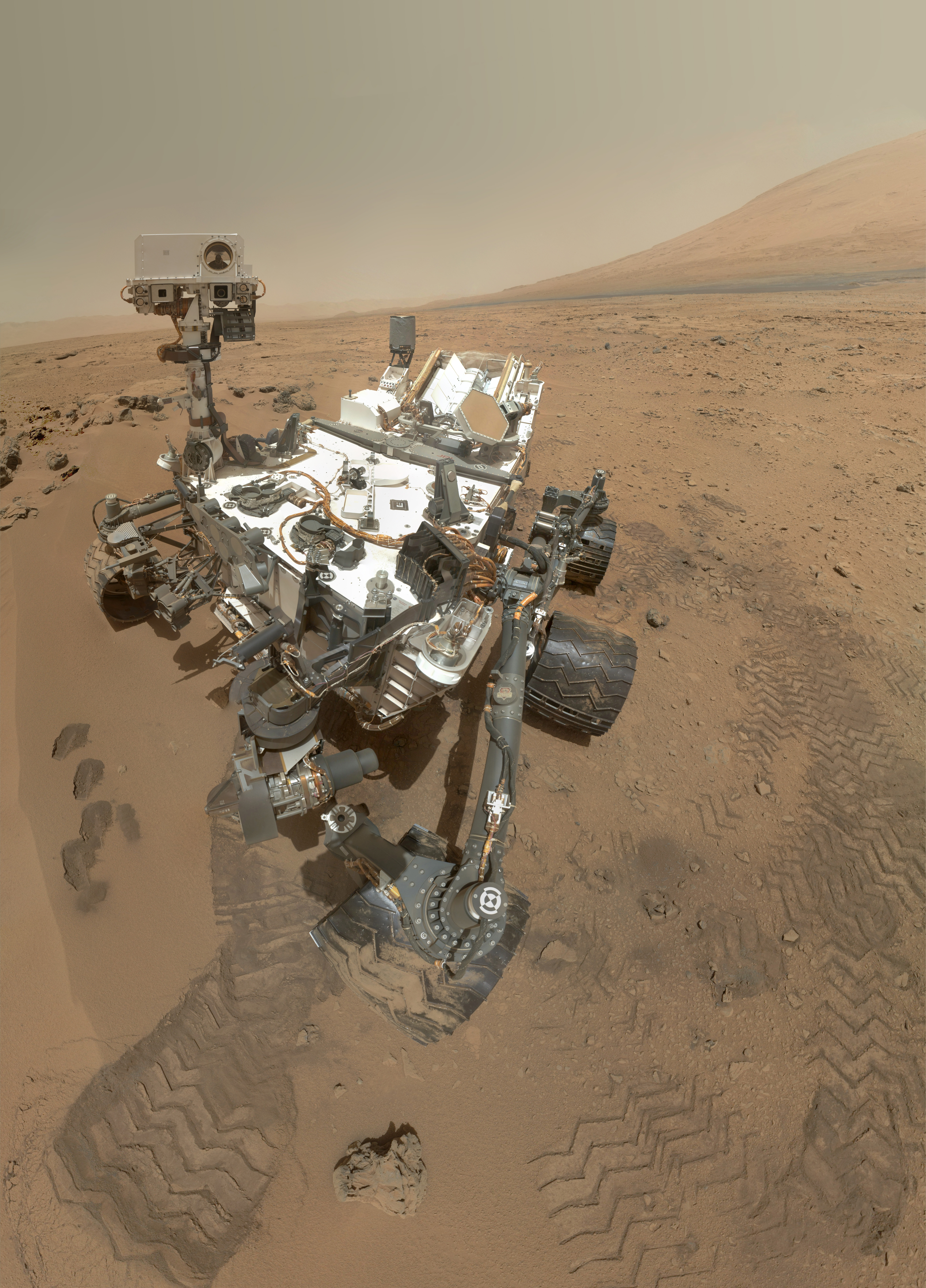
Curiosity rover selfi planeta Marte en "Rocknest" (Octubre 31, 2012).
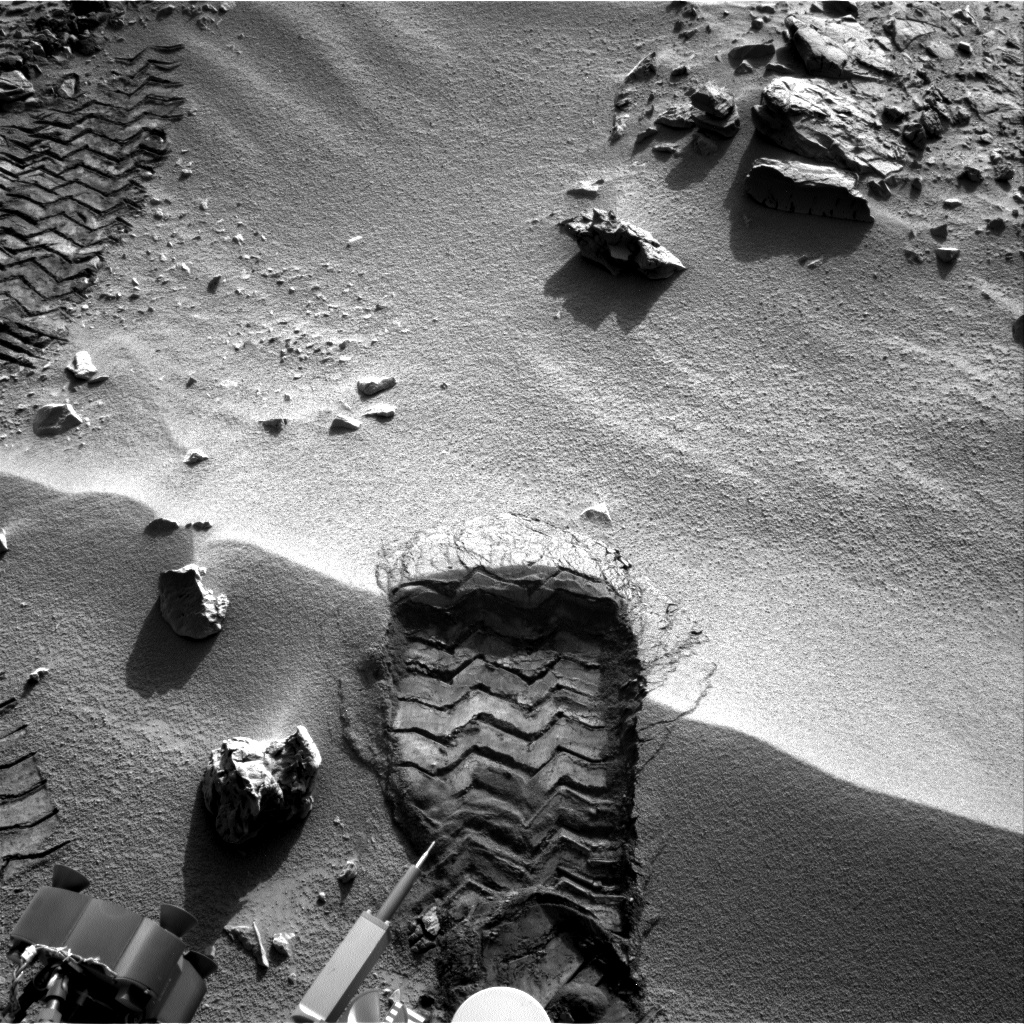
Curiosity rover marcas de ruedas en la arena en el "Rocknest" (Octubre 3, 2012).
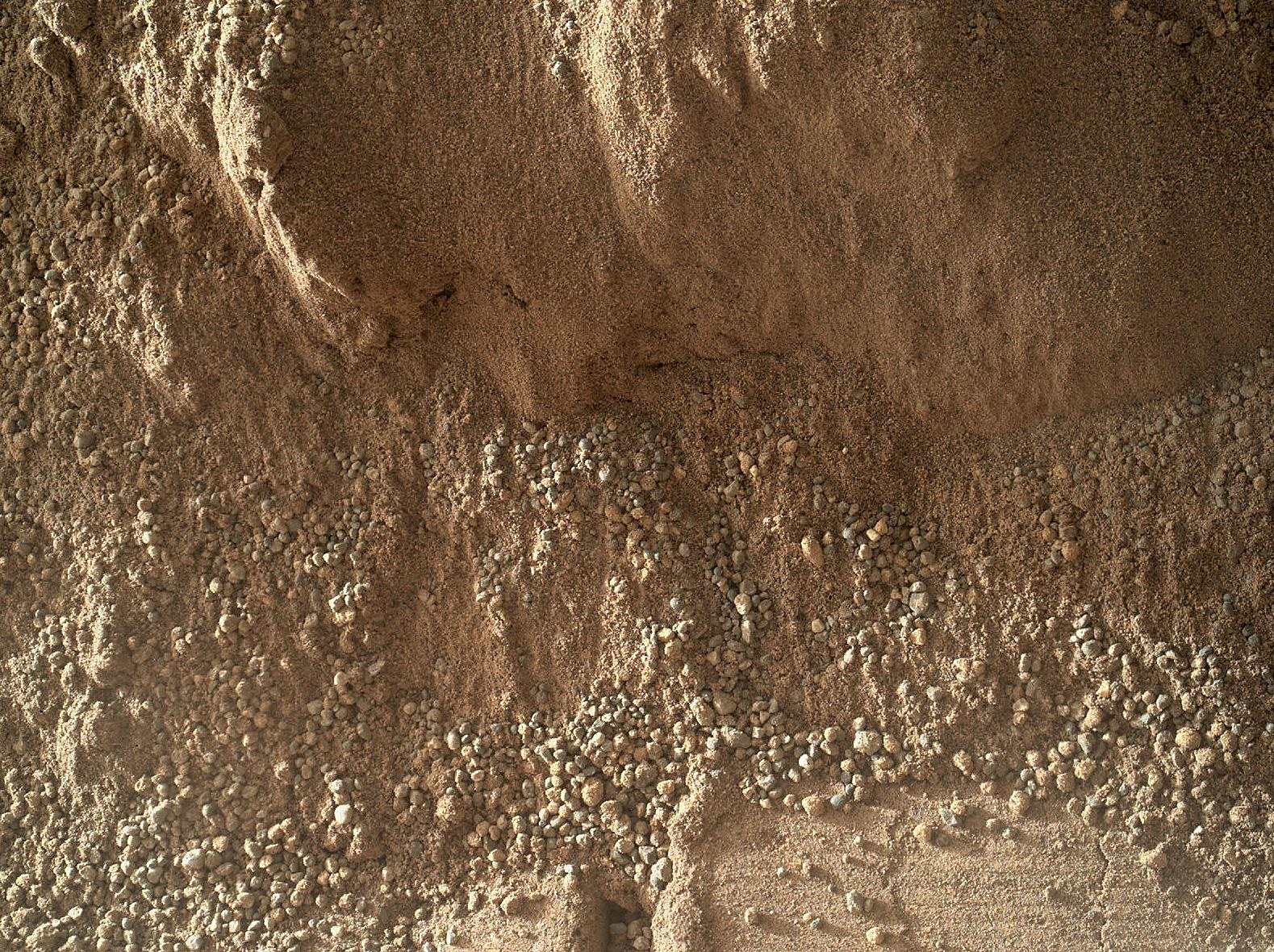
Arena en Marte hecho por el Curiosity rover (MAHLI, Octubre 4, 2012).
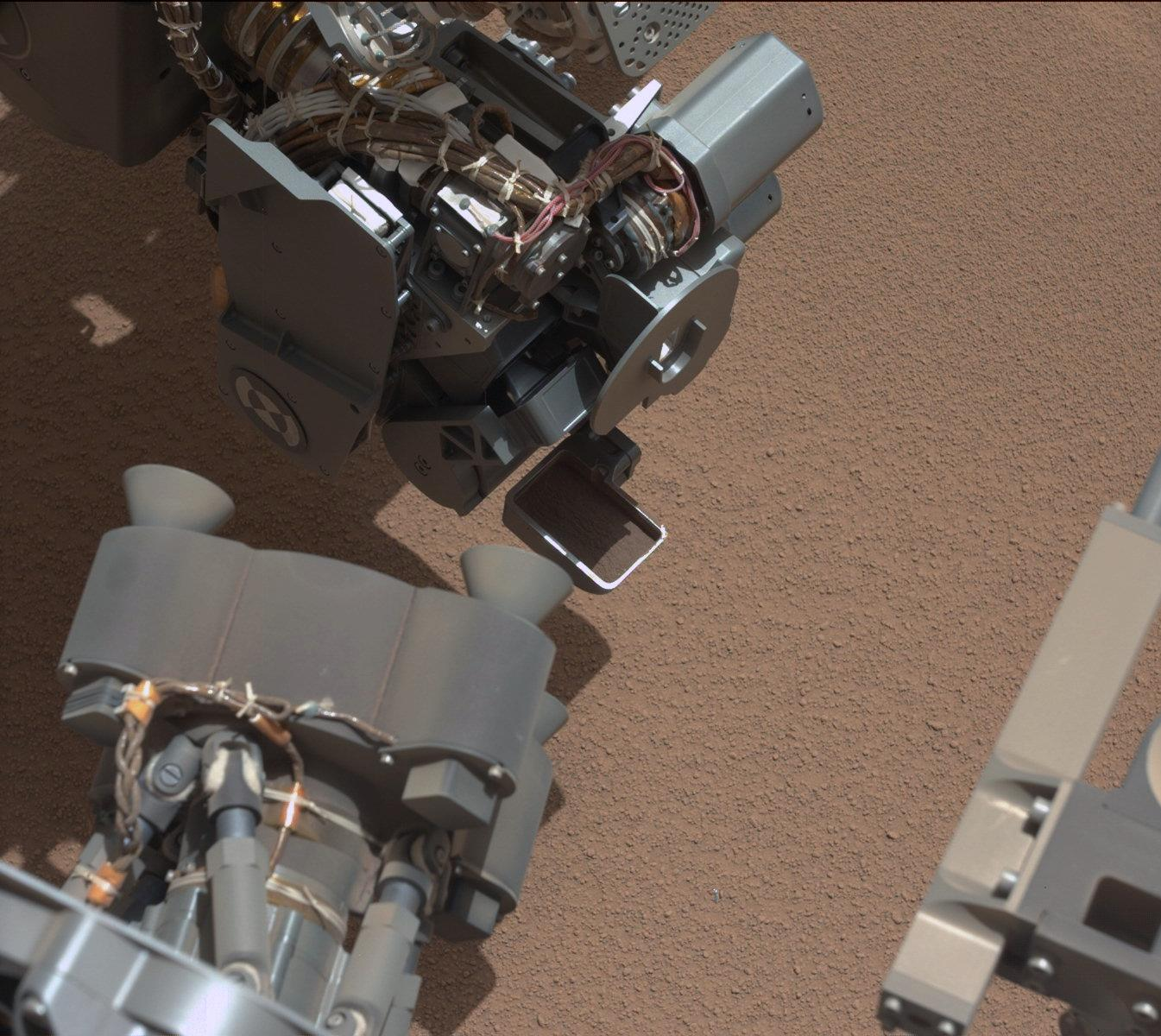
First use of the Curiosity rover scooper as it sifts a load of sand at "Rocknest" (October 7, 2012).
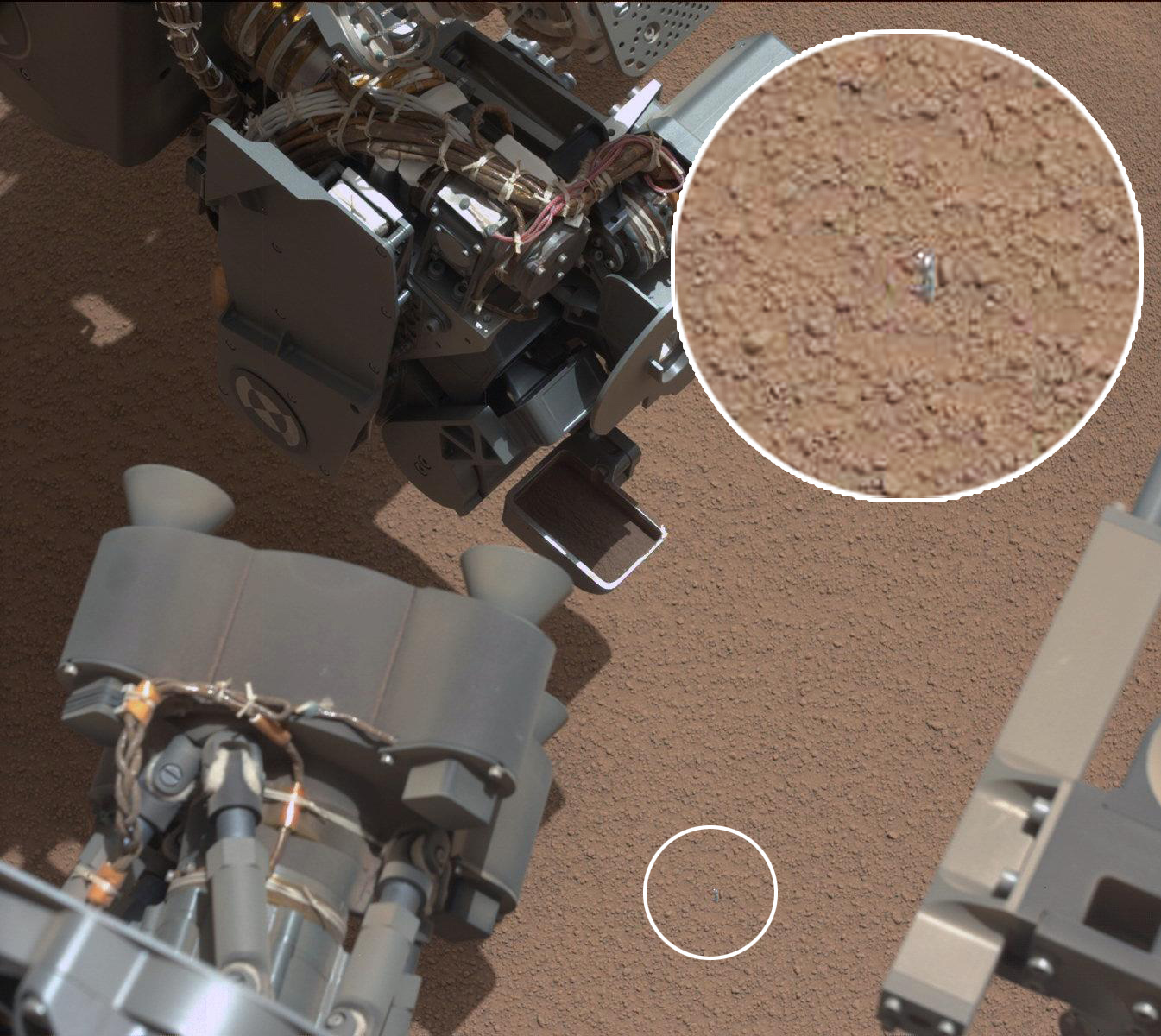
Curiosity finds a "bright object" in the sand at "Rocknest" (October 7, 2012) (close-up).
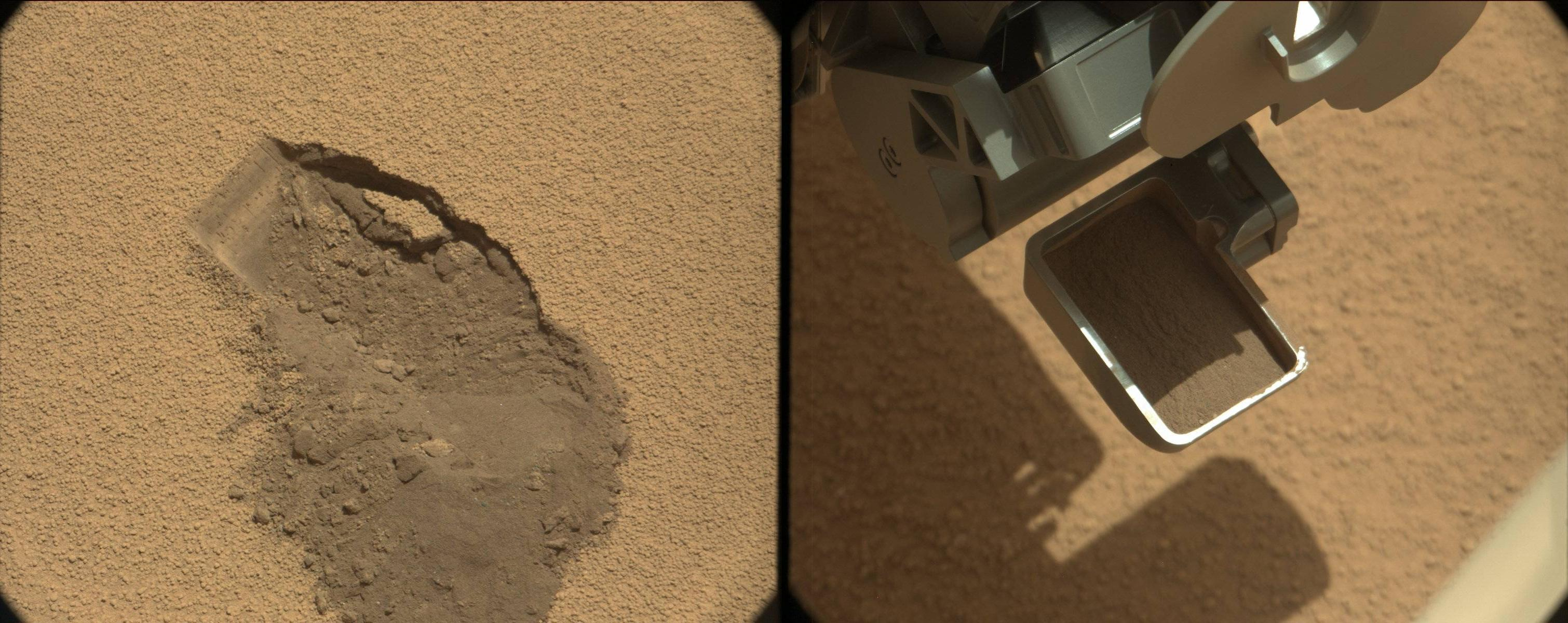
First use of the Curiosity rover scooper as it sifts a load of sand at "Rocknest" (October 7, 2012).
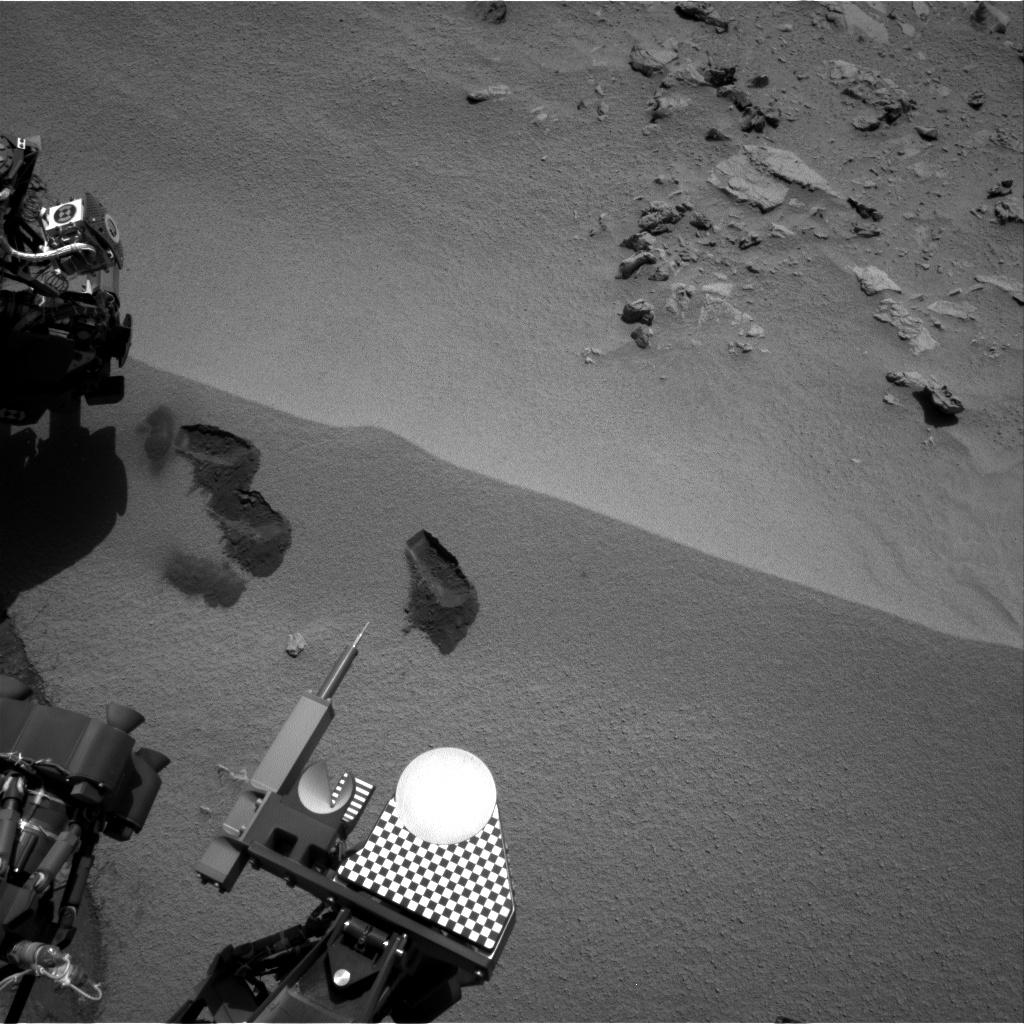
Curiosity rover scoop "bite marks" in the sand patch at the "Rocknest" site (October 15, 2012).
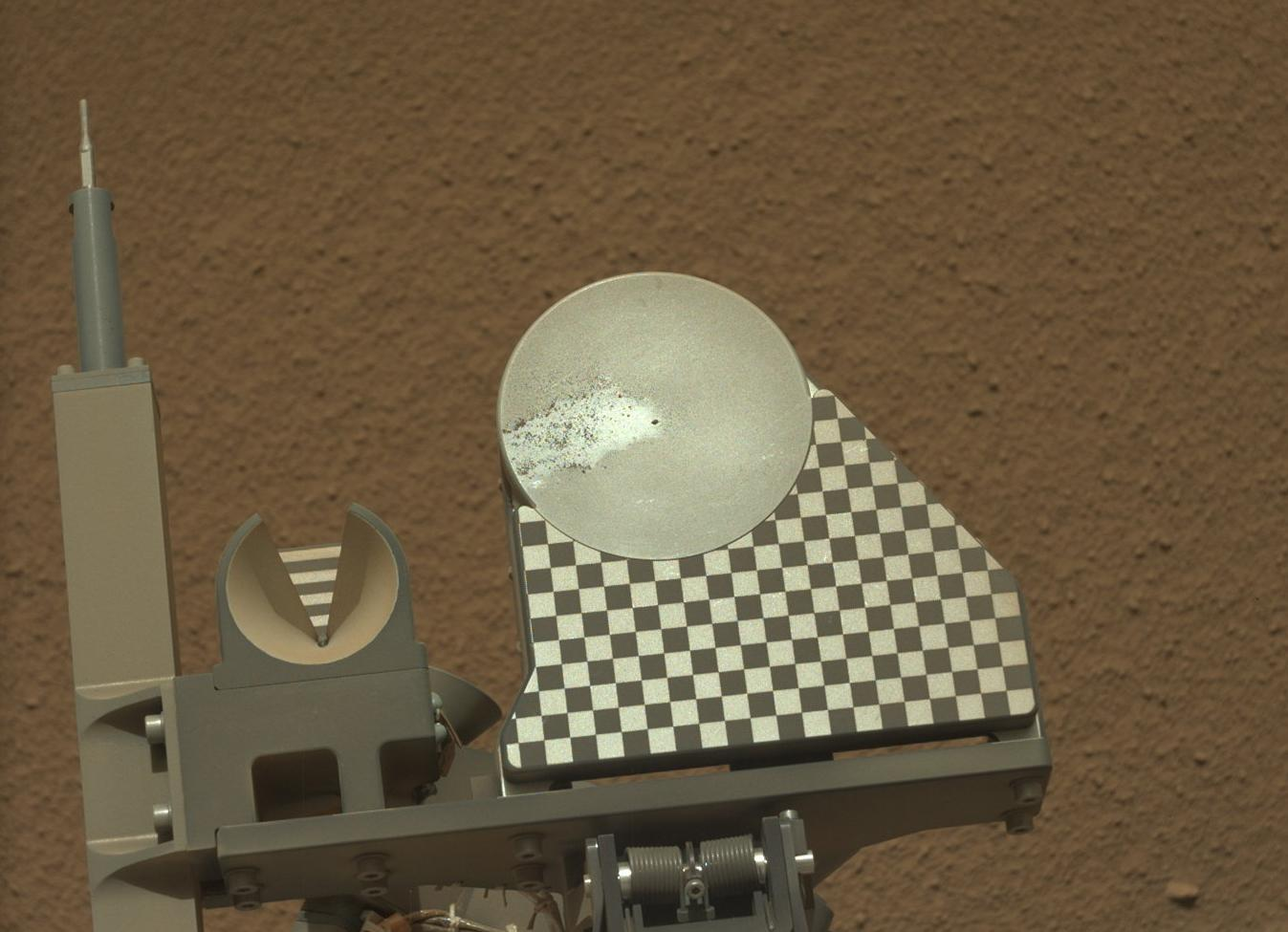
Curiosity rover scoop "soil sample" on "observation tray" at the "Rocknest" site (October 16, 2012).
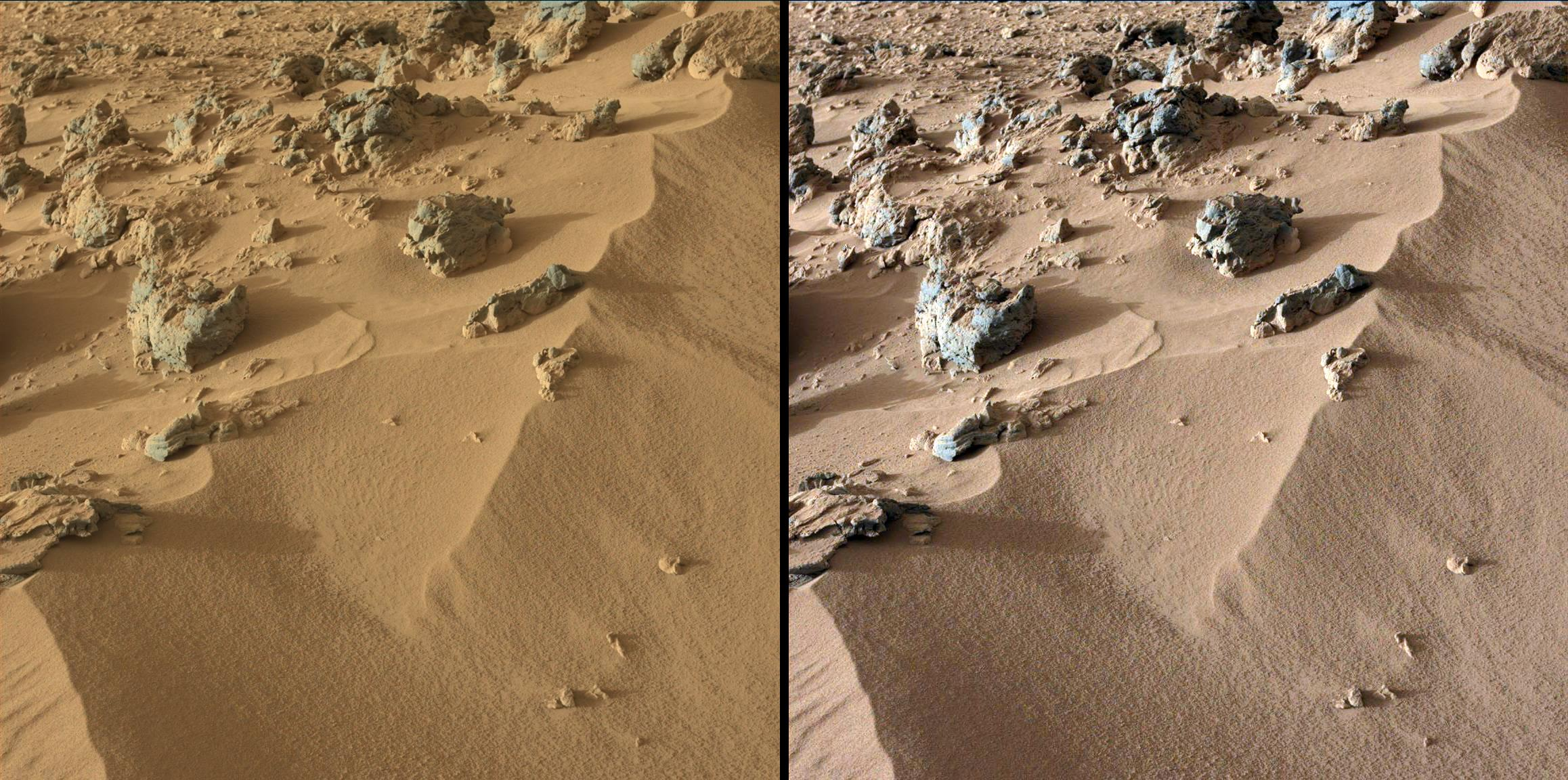
Sand at "Rocknest" used for the first X-ray analysis of Martian soil (Curiosity rover, October 30, 2012)
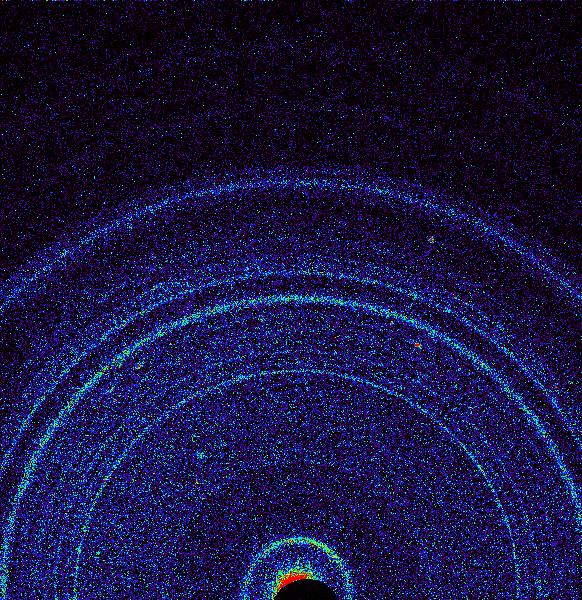
First X-ray view of Martian soil (Curiosity rover at "Rocknest", October 17, 2012).
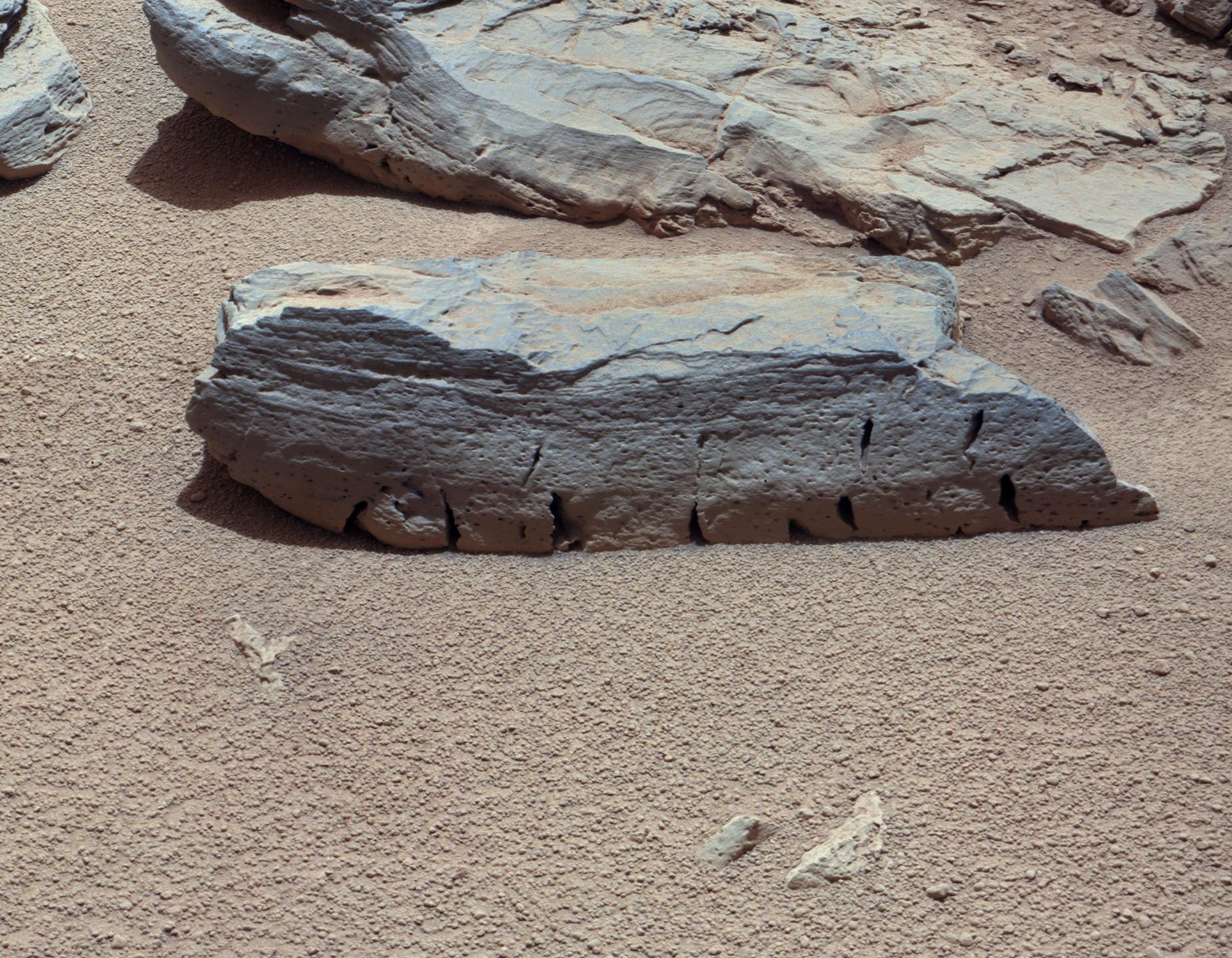
"Rocknest 3" rock - ChemCam and APSX target (Curiosity rover, October 5, 2012) (white-balanced image).
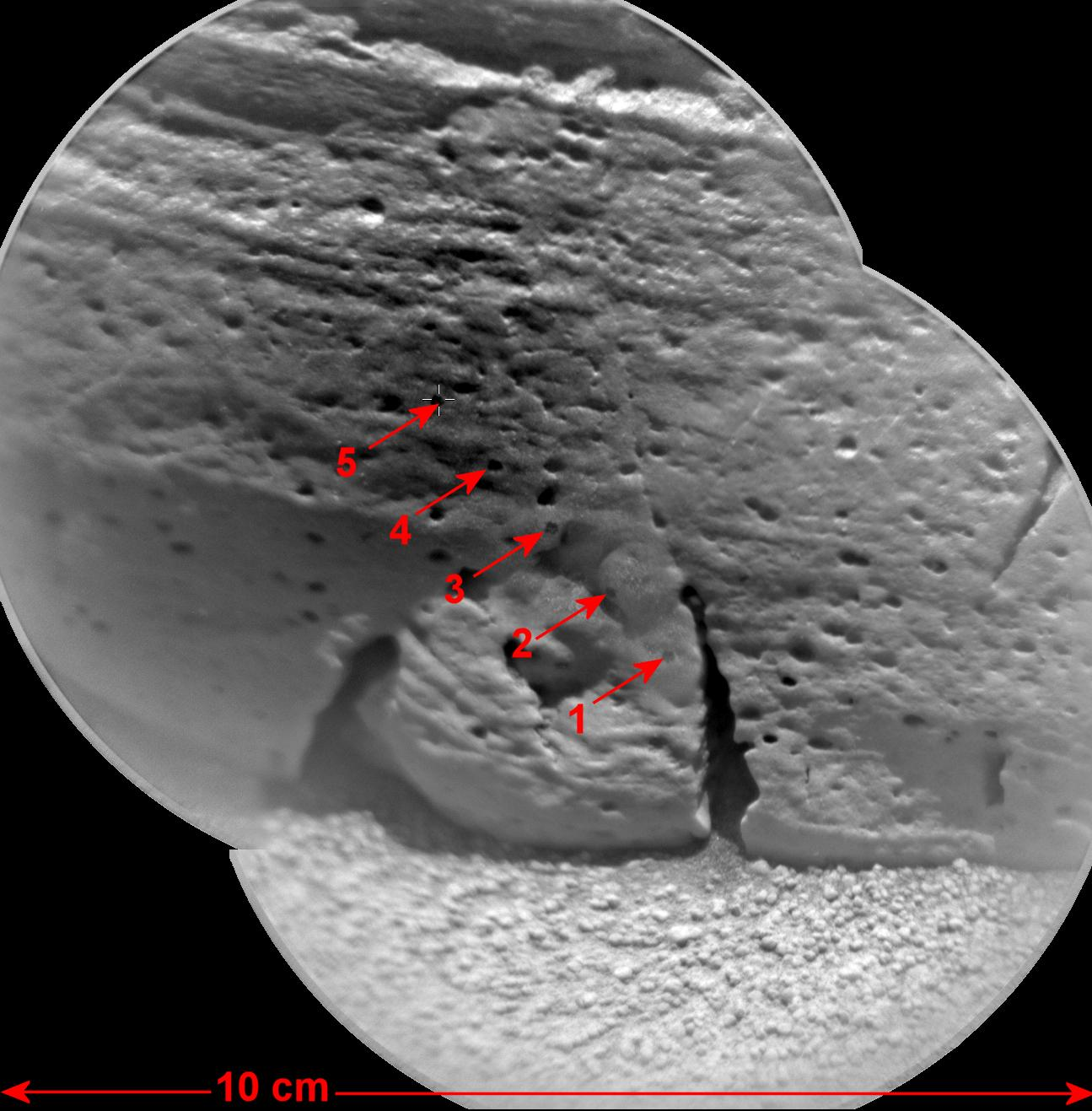
"Rocknest 3" rock - ChemCam and APSX target (Curiosity rover, October 3, 2012).